# Kanton Mauguio
Kanton Mauguio (francouzsky Canton de Mauguio) je francouzský kanton v departementu Hérault v regionu Languedoc-Roussillon. Tvoří ho šest obcí.

## Obce kantonu
- Candillargues
- La Grande-Motte
- Lansargues
- Mauguio
- Mudaison
- Saint-Aunès